# Gamtel FC
El Gamtel Football Club és un club gambià de futbol de la ciutat de Banjul.

## Palmarès
- Lliga gambiana de futbol: [6]
  - 2015, 2018

- Copa gambiana de futbol: [7]
  - 2010, 2011, 2012, 2013